# Roskilde Festival-gruppen
Roskilde Festival-gruppen, engelsk Roskilde Festival Group er en samlende betegnelse for virksomhederne Foreningen Roskilde Festival, Fonden Roskilde Festival og Fondens datterselskab Roskilde Kulturservice A/S. Gruppen deltager i planlægning og afvikling af en række kulturarrangementer, hvoraf Roskilde Festival er den største.
Roskilde Festival-gruppen er ligeledes med til at skabe Roskilde Festival Højskole.

## Organisation
Foreningen Roskilde Festival har ansvaret for afviklingen af den årlige Roskilde Festival, som har været afholdt siden 1971. Fonden Roskilde Festival samler gruppens øvrige aktiviteter i form af bl.a. rådgivning, projektledelse og udlejning af materiel. Roskilde Kulturservice A/S leverer personale til gruppens projekter.
De tre virksomheder har hver sin bestyrelse, som udelukkende består af frivillige bestyrelsesmedlemmer. Bestyrelserne har ansat en direktion, der står for den daglige ledelse af hele gruppen.

## Almennyttighed
Roskilde Festival-gruppen er en almennyttig virksomhed, hvis overordnede formål er at støtte humanitært, andet velgørende, almennyttigt og kulturelt arbejde med særligt fokus på børn og unge.
Foreningen arrangerer hvert år begivenheden Roskilde Festival med det formål at skaffe midler til velgørende formål. Foreningen er fritaget fra at betale moms og må derfor ikke bruge overskuddet til at arrangere kommende festivaler eller andre investeringer. Alt overskuddet går derfor efter endt festival direkte til velgørenhed. Siden 1972 har Roskilde Festival-gruppen givet 321.639.643 kr. til velgørende formål.

## Værdigrundlag
Vi tror på mennesker og på fællesskaber.
Vi tror på kunstens betydning i fællesskabet.
Og vi mener, at forandring for fællesskabet skabes bedst i fællesskab.
Det er fundamentet for den måde, vi agerer på, og den måde vi vil opleves på.
Derfor er medmenneskelighed, tillid og åbenhed centrale værdier for os.
Og derfor er vi engagerede og nysgerrige, derfor udfordrer vi os selv og omverden.
Derfor er kunst og kultur vores omdrejningspunkt.
Derfor er vi ildsjæle. 